# 亨利二世 (羅伊斯-格拉)
亨利二世（德語：Heinrich II.，1572年6月10日—1635年12月23日），羅伊斯-格拉伯爵，1572年至1635年在位。

## 家庭
1597年，亨利二世與施瓦茨堡-魯多爾施塔特伯爵阿爾布雷希特七世的女兒瑪格達琳（Magdalene）結婚，兩人共有5子7女：
1. 朱麗安妮·瑪麗（1598年—1650年）
2. 阿格尼絲（1600年—1642年）
3. 伊莉莎白·瑪格達琳（1601年—1641年）
4. 亨利二世（1602年—1670年）
5. 亨利三世（1603年—1640年）
6. 亨利四世（1604年—1628年）
7. 索菲·海德薇希（1608年—1653年）
8. 多蘿西亞·希比爾（1609年—1631年）
9. 安娜·卡塔里娜（1615年—1682年）
10. 亨利九世（1616年—1666年）
11. 恩尼絲汀（1618年—1650年）
12. 亨利十世（1621年—1671年）